# Alimmainen Kirvesluoma
Alimmainen Kirvesluoma och Ylimmäinen Kirvesluoma, eller Kirvesluomat är sjöar i Finland. De ligger i kommunen Kuusamo i landskapet Norra Österbotten, i den nordöstra delen av landet, 600 km norr om huvudstaden Helsingfors. Alimmainen Kirvesluoma ligger 253 meter över havet. Den är 3 meter djup. Arean är 76 hektar och strandlinjen är 5,32 kilometer lång. Sjön  ingår i Ijo älvs huvudavrinningsområde.   Den sträcker sig 1,0 kilometer i nord-sydlig riktning, och 2,2 kilometer i öst-västlig riktning.